# Кирилловка (Советский район)
Кири́лловка — деревня в Советском районе Курской области России. Административный центр Михайлоанненского сельсовета.

## География
Деревня находится в восточной части Курской области, в лесостепной зоне, в пределах южного склона Среднерусской возвышенности, на правом берегу реки Кшень, на расстоянии примерно 12 км (по прямой) к северу от посёлка городского типа Кшенский, административного центра района. Абсолютная высота — 192 м над уровнем моря.
Климат
Климат характеризуется как умеренно континентальный с умеренно холодной зимой и тёплым летом. Абсолютный минимум температуры воздуха самого холодного месяца (января) составляет −37 °C; абсолютный максимум самого тёплого месяца (июля) — 40 °C. Среднегодовое количество атмосферных осадков составляет 582 мм. Большая их часть (460 мм.) выпадает в течение тёплого периода. Снежный покров держится в среднем около 130—145 дней в году.
Часовой пояс
Деревня Кирилловка, как и вся Курская область, находится в часовой зоне МСК (московское время). Смещение применяемого времени относительно UTC составляет +3:00.

## Население
| 2002 | 2010 |
| ---- | ---- |
| 266  | ↘204 |

Половой состав
По данным Всероссийской переписи населения 2010 года, в половой структуре населения мужчины составляли 46,1 %, женщины — соответственно 53,9 %.
Национальный состав
Согласно результатам переписи 2002 года, в национальной структуре населения русские составляли 97 % из 266 чел.